# Орисаре
Орисаре (латыш. Orisāre, также Дзирнавупите, Инесса, Оризоре) — река в Вецпиебалском крае Латвии, правый приток Сусталы. Длина реки — 2,4 км.
Вытекает из озера Инесис, расположенного на высоте 194,7 метра над уровнем моря; протекает в юго-восточном направлении, а ниже села Инеши поворачивает на юго-запад. Впадает в Сусталу ниже по течению от моста автодороги V846 (Вестиена—Веява—Инеши). Имеется несколько впадающих в реку мелиорационных каналов.
На берегу Орисаре расположена бывшая усадьба графов Шереметевых, построенная в 1786 году (ныне в ней размещается волостное правление). С 1992 года в подвале усадьбы открыт Пиебалгский краевой музей. В XVII веке на реке располагалась мельница.
Орисаре пересекает государственная автодорога P33 (Эргли—Яунпиебалга—Салинькрогс).